# 인간의 시대

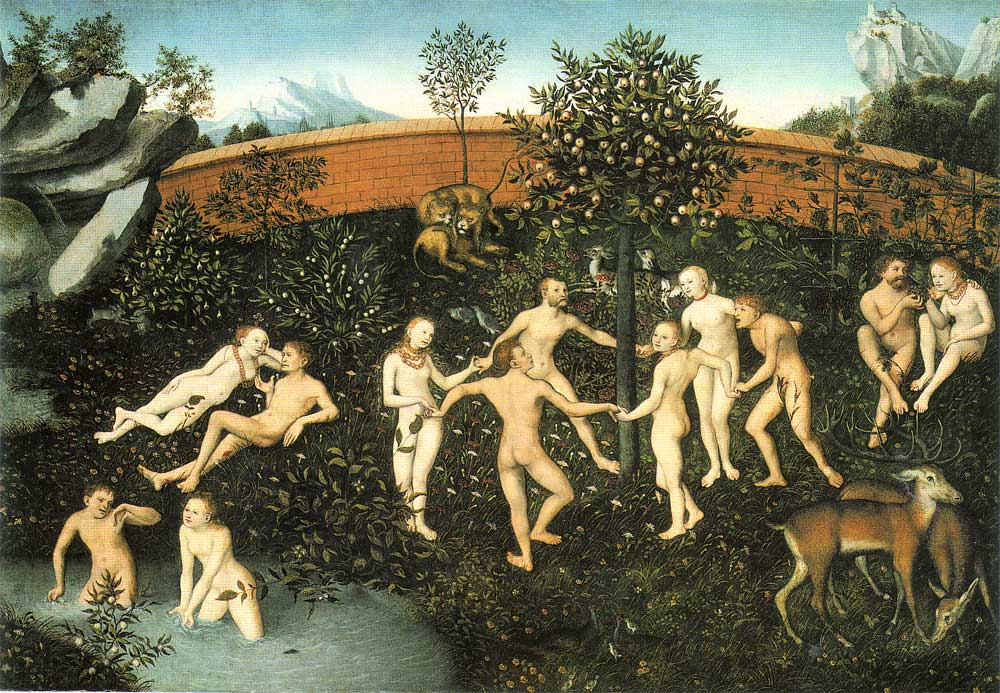
루카스 크라나흐, 황금 시대

인간의 시대(人間-時代)는 그리스 신화와 로마 신화에서 말하는 지구상에 존재하는 인간의 단계이다.
헤시오도스와 오비디우스는 둘 모두 인류의 연속적인 시대에 대한 이야기를 제시하였는데, 인간이 거의 신성한 존재로서 즐기던 오랜 옛날부터 인간이 무수한 고통과 악에 시달리는 작가가 살고 있는 현재의 시대로 진행되는 경향이 있다. 고대 그리스와 로마에서 오늘날까지 전해지는 두 가지 설명에서는, 시간이 지남에 따라 인간의 조건이 하락하는 모양새를 순차적으로 가치가 떨어지는 쇠붙이의 이름을 따와서 상징적으로 표시한다.

## 헤시오도스의 다섯 시대
헤시오도스는 《일과 날》 109~201행에서 인간의 시대를 다섯 시대로 나누었다.
- 황금 시대
- 백은 시대
- 청동 시대
- 영웅 시대
- 철 시대

## 오비디우스의 네 시대
로마의 시인 오비디우스는 책 《변신 이야기》의 1권 89~150행에서 네 시대와 비슷한 신화를 전한다. 그의 설명은 영웅 시대를 제외하고는 헤시오도스와 유사하다. 오비디우스는 정의와 평화를 강조하는 것으로 황금 시대를 정의한다. 여기에 그는 이 시대의 사람들이 아직 항법 기술을 알지 못했기에 더 큰 세계를 탐험하지 않았으며, 농업을 익히기 이전에 기술에 대한 지식이 없었다고 설명한다. 백은 시대에 와서는 주피터가 계절을 들여오고, 결과적으로 인간이 농업과 건축 기술을 배우게 된다. 오비디우스는 청동 시대에는 인간이 쉽게 전쟁을 벌였지만, 악에 물들지는 않았다고 적는다. 마침내 철 시대가 되자, 인간들은 경계를 긋고 국가를 세운다. 그들은 항해와 채광 기술을 배운다. 그들은 호전적이고, 탐욕적이며, 불경스럽다. 진리와 겸손, 충성은 그 어디에도 없다.

## 같이 보기
- 잠바티스타 비코
- 오스발트 슈펭글러